# 慶元寺
 慶元寺（けいげんじ）は、東京都世田谷区喜多見四丁目にある浄土宗の寺院。

## 概要
創建は平安時代で江戸に因んで名乗った江戸氏によって現在の皇居周辺に造られた寺院である。江戸氏が室町時代、現在の喜多見の地に転居したのを契機に寺も移転。江戸時代の寛永13年(1636年)には徳川三代将軍徳川家光から朱印状を賜り、格式ある寺院となった。
現存する本堂は1716年の建築で、世田谷区にある寺院建築物では最古であると言われている。

## 歴史
文治2年(1186年)に江戸太郎重長により江戸城(現:皇居)付近にて創建された。当初は岩戸山大沢院東福寺といい、天台宗の寺院であった。
武蔵平一揆の敗退などにより、江戸氏は没落していき、太田道灌に江戸城を明け渡し支配拠点を喜多見に移転。それに伴い当寺院も応仁2年(1468年)に喜多見の地に移転。天文19年(1540年)に真蓮社空誉上人により、浄土宗に改宗された。寺院名も永劫山華林院慶元寺となった。。
江戸氏は江戸時代には喜多見氏と改姓して徳川幕府に仕えた。そして、喜多見勝忠により寺は文禄二年(1593年)に再建。その後、寛永13年(1636)11月9日徳川家光より寺領10石の朱印状を受け格式ある寺院となった。
宝永年間に火災にあい、寺宝を失ったが、1716年に現存する本堂が完成した。
現在当寺院には江戸氏(後の喜多見氏)の歴代の墓があり、江戸時代に造られた山門や鐘楼堂、さらには喜多見古墳群中の慶元寺三号墳から六号墳までの古墳がある。
現在では隣接して当寺院が経営する慶元寺幼稚園がある。
行事としては春には釈迦の誕生を祝う花まつり、夏には御霊まつり、秋には十夜法会が行われる。

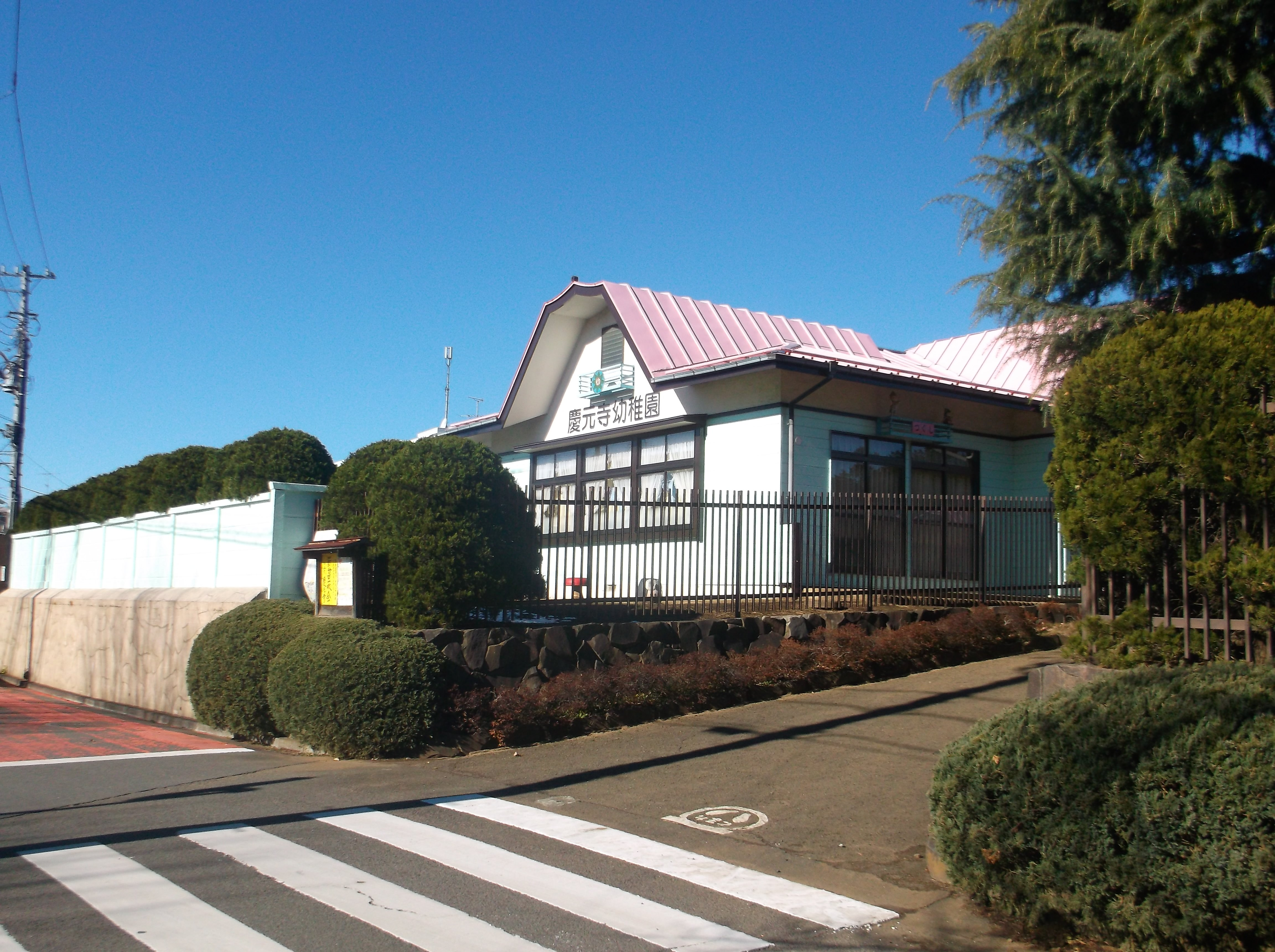
慶元寺幼稚園

## 施設
- 本堂
- 薬師堂
- 三重塔
- 江戸氏累代の墓

## 喜多見不動堂

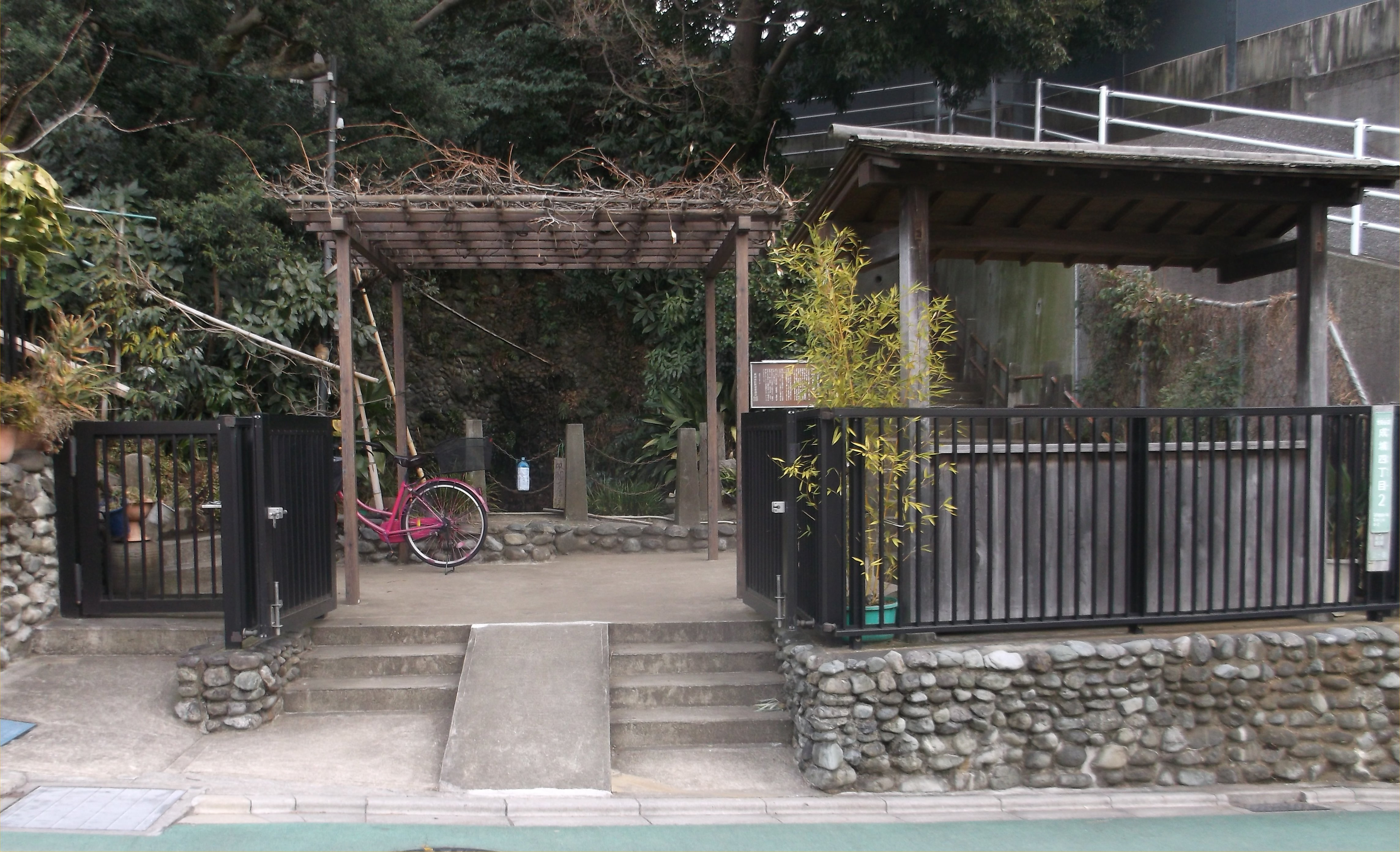
喜多見不動堂入口

喜多見不動堂は世田谷区成城にある慶元寺の境外仏堂である。当地の住人だった浦野半次郎らにより、村内の安全祈願などを願うために造られたもので、明治9年(1876年)に現在地に建てられた。
当地には不動堂の他、岩屋不動明王・玉姫稲荷などがある。また境内には自然湧水による滝もあり、かつては信者が水行したこともあった。
昭和16年(1941年)に慶元寺の境外仏堂になった。

## アクセス

### 慶元寺
- 〒157-0067 東京都世田谷区喜多見4-17-1
- 小田急小田原線・喜多見駅より徒歩約20分
  - 小田急小田原線狛江駅よりバス(小田急バス)「喜多見住宅」下車徒歩約3分
  - 小田急小田原線成城学園前駅または東急田園都市線・東急大井町線二子玉川駅よりバス(小田急・東急バス)「次大夫堀公園」下車徒歩約10分
- 拝観は日中の時間帯のみ無料。
- 駐車施設:アリ

### 喜多見不動堂
- 〒157-0066 東京都世田谷区成城4-2
- 小田急小田原線・成城学園前駅または喜多見駅より徒歩約10分
- 拝観は日中の時間帯のみ無料。
- 駐車施設:なし